# Њукасл (Јута)
Њукасл (енгл. Newcastle) насељено је место без административног статуса у америчкој савезној држави Јута.

## Демографија
По попису из 2010. године број становника је 247.
| Група             | 2000.    | 2010.       |
| Белци             | 0 (0,0%) | 199 (80,6%) |
| Афроамериканци    | 0 (0,0%) | 0 (0,0%)    |
| Азијати           | 0 (0,0%) | 0 (0,0%)    |
| Хиспаноамериканци | 0 (0,0%) | 47 (19,0%)  |
| Укупно            | 0        | 247         |